# Ahnsbeck
Ahnsbeck là một đô thị ở huyện huyện Celle, trong bang Niedersachsen, nước Đức. Đô thị Ahnsbeck có diện tích 20,59 km². Đô thị này nằm ở biên giới phía nam với Lüneburg Heath, 10 km về phía đông Celle. Ahnsbeck thuộc đô thị tập thể of Lachendorf.